# Megophrys pachyproctus
Espèce
Synonymes
- Xenophrys pachyproctus (Huang, 1981)

Statut de conservation UICN

 DD  : Données insuffisantes
Megophrys pachyproctus est une espèce d'amphibiens de la famille des Megophryidae.

## Répartition
Cette espèce est endémique de la Région autonome du Tibet en République populaire de Chine. Elle se rencontre à environ 1 530 m d'altitude dans le xian de Mêdog. Sa présence est incertaine au Viêt Nam,.

## Publication originale
- Huang & Fei, 1981 : Two new species of amphibians from Xizang. Acta Zootaxonomica Sinica, vol. 6, p. 211-215.